# Jurij Awerbach
|   | a | b | c | d | e | f | g | h |   |
| 8 | a8 – Czarna wieża · b8 – Czarny skoczek · c8 – Czarny goniec · d8 – Czarny hetman · f8 – Czarna wieża · g8 – Czarny król · a7 – Czarny pionek · b7 – Czarny pionek · c7 – Czarny pionek · e7 – Czarny pionek · f7 – Czarny pionek · g7 – Czarny goniec · h7 – Czarny pionek · d6 – Czarny pionek · f6 – Czarny skoczek · g6 – Czarny pionek · g5 – Biały goniec · c4 – Biały pionek · d4 – Biały pionek · e4 – Biały pionek · c3 – Biały skoczek · a2 – Biały pionek · b2 – Biały pionek · e2 – Biały goniec · f2 – Biały pionek · g2 – Biały pionek · h2 – Biały pionek · a1 – Biała wieża · d1 – Biały hetman · e1 – Biały król · g1 – Biały skoczek · h1 – Biała wieża | a8 – Czarna wieża · b8 – Czarny skoczek · c8 – Czarny goniec · d8 – Czarny hetman · f8 – Czarna wieża · g8 – Czarny król · a7 – Czarny pionek · b7 – Czarny pionek · c7 – Czarny pionek · e7 – Czarny pionek · f7 – Czarny pionek · g7 – Czarny goniec · h7 – Czarny pionek · d6 – Czarny pionek · f6 – Czarny skoczek · g6 – Czarny pionek · g5 – Biały goniec · c4 – Biały pionek · d4 – Biały pionek · e4 – Biały pionek · c3 – Biały skoczek · a2 – Biały pionek · b2 – Biały pionek · e2 – Biały goniec · f2 – Biały pionek · g2 – Biały pionek · h2 – Biały pionek · a1 – Biała wieża · d1 – Biały hetman · e1 – Biały król · g1 – Biały skoczek · h1 – Biała wieża | a8 – Czarna wieża · b8 – Czarny skoczek · c8 – Czarny goniec · d8 – Czarny hetman · f8 – Czarna wieża · g8 – Czarny król · a7 – Czarny pionek · b7 – Czarny pionek · c7 – Czarny pionek · e7 – Czarny pionek · f7 – Czarny pionek · g7 – Czarny goniec · h7 – Czarny pionek · d6 – Czarny pionek · f6 – Czarny skoczek · g6 – Czarny pionek · g5 – Biały goniec · c4 – Biały pionek · d4 – Biały pionek · e4 – Biały pionek · c3 – Biały skoczek · a2 – Biały pionek · b2 – Biały pionek · e2 – Biały goniec · f2 – Biały pionek · g2 – Biały pionek · h2 – Biały pionek · a1 – Biała wieża · d1 – Biały hetman · e1 – Biały król · g1 – Biały skoczek · h1 – Biała wieża | a8 – Czarna wieża · b8 – Czarny skoczek · c8 – Czarny goniec · d8 – Czarny hetman · f8 – Czarna wieża · g8 – Czarny król · a7 – Czarny pionek · b7 – Czarny pionek · c7 – Czarny pionek · e7 – Czarny pionek · f7 – Czarny pionek · g7 – Czarny goniec · h7 – Czarny pionek · d6 – Czarny pionek · f6 – Czarny skoczek · g6 – Czarny pionek · g5 – Biały goniec · c4 – Biały pionek · d4 – Biały pionek · e4 – Biały pionek · c3 – Biały skoczek · a2 – Biały pionek · b2 – Biały pionek · e2 – Biały goniec · f2 – Biały pionek · g2 – Biały pionek · h2 – Biały pionek · a1 – Biała wieża · d1 – Biały hetman · e1 – Biały król · g1 – Biały skoczek · h1 – Biała wieża | a8 – Czarna wieża · b8 – Czarny skoczek · c8 – Czarny goniec · d8 – Czarny hetman · f8 – Czarna wieża · g8 – Czarny król · a7 – Czarny pionek · b7 – Czarny pionek · c7 – Czarny pionek · e7 – Czarny pionek · f7 – Czarny pionek · g7 – Czarny goniec · h7 – Czarny pionek · d6 – Czarny pionek · f6 – Czarny skoczek · g6 – Czarny pionek · g5 – Biały goniec · c4 – Biały pionek · d4 – Biały pionek · e4 – Biały pionek · c3 – Biały skoczek · a2 – Biały pionek · b2 – Biały pionek · e2 – Biały goniec · f2 – Biały pionek · g2 – Biały pionek · h2 – Biały pionek · a1 – Biała wieża · d1 – Biały hetman · e1 – Biały król · g1 – Biały skoczek · h1 – Biała wieża | a8 – Czarna wieża · b8 – Czarny skoczek · c8 – Czarny goniec · d8 – Czarny hetman · f8 – Czarna wieża · g8 – Czarny król · a7 – Czarny pionek · b7 – Czarny pionek · c7 – Czarny pionek · e7 – Czarny pionek · f7 – Czarny pionek · g7 – Czarny goniec · h7 – Czarny pionek · d6 – Czarny pionek · f6 – Czarny skoczek · g6 – Czarny pionek · g5 – Biały goniec · c4 – Biały pionek · d4 – Biały pionek · e4 – Biały pionek · c3 – Biały skoczek · a2 – Biały pionek · b2 – Biały pionek · e2 – Biały goniec · f2 – Biały pionek · g2 – Biały pionek · h2 – Biały pionek · a1 – Biała wieża · d1 – Biały hetman · e1 – Biały król · g1 – Biały skoczek · h1 – Biała wieża | a8 – Czarna wieża · b8 – Czarny skoczek · c8 – Czarny goniec · d8 – Czarny hetman · f8 – Czarna wieża · g8 – Czarny król · a7 – Czarny pionek · b7 – Czarny pionek · c7 – Czarny pionek · e7 – Czarny pionek · f7 – Czarny pionek · g7 – Czarny goniec · h7 – Czarny pionek · d6 – Czarny pionek · f6 – Czarny skoczek · g6 – Czarny pionek · g5 – Biały goniec · c4 – Biały pionek · d4 – Biały pionek · e4 – Biały pionek · c3 – Biały skoczek · a2 – Biały pionek · b2 – Biały pionek · e2 – Biały goniec · f2 – Biały pionek · g2 – Biały pionek · h2 – Biały pionek · a1 – Biała wieża · d1 – Biały hetman · e1 – Biały król · g1 – Biały skoczek · h1 – Biała wieża | a8 – Czarna wieża · b8 – Czarny skoczek · c8 – Czarny goniec · d8 – Czarny hetman · f8 – Czarna wieża · g8 – Czarny król · a7 – Czarny pionek · b7 – Czarny pionek · c7 – Czarny pionek · e7 – Czarny pionek · f7 – Czarny pionek · g7 – Czarny goniec · h7 – Czarny pionek · d6 – Czarny pionek · f6 – Czarny skoczek · g6 – Czarny pionek · g5 – Biały goniec · c4 – Biały pionek · d4 – Biały pionek · e4 – Biały pionek · c3 – Biały skoczek · a2 – Biały pionek · b2 – Biały pionek · e2 – Biały goniec · f2 – Biały pionek · g2 – Biały pionek · h2 – Biały pionek · a1 – Biała wieża · d1 – Biały hetman · e1 – Biały król · g1 – Biały skoczek · h1 – Biała wieża | 8 |
| 7 | a8 – Czarna wieża · b8 – Czarny skoczek · c8 – Czarny goniec · d8 – Czarny hetman · f8 – Czarna wieża · g8 – Czarny król · a7 – Czarny pionek · b7 – Czarny pionek · c7 – Czarny pionek · e7 – Czarny pionek · f7 – Czarny pionek · g7 – Czarny goniec · h7 – Czarny pionek · d6 – Czarny pionek · f6 – Czarny skoczek · g6 – Czarny pionek · g5 – Biały goniec · c4 – Biały pionek · d4 – Biały pionek · e4 – Biały pionek · c3 – Biały skoczek · a2 – Biały pionek · b2 – Biały pionek · e2 – Biały goniec · f2 – Biały pionek · g2 – Biały pionek · h2 – Biały pionek · a1 – Biała wieża · d1 – Biały hetman · e1 – Biały król · g1 – Biały skoczek · h1 – Biała wieża | a8 – Czarna wieża · b8 – Czarny skoczek · c8 – Czarny goniec · d8 – Czarny hetman · f8 – Czarna wieża · g8 – Czarny król · a7 – Czarny pionek · b7 – Czarny pionek · c7 – Czarny pionek · e7 – Czarny pionek · f7 – Czarny pionek · g7 – Czarny goniec · h7 – Czarny pionek · d6 – Czarny pionek · f6 – Czarny skoczek · g6 – Czarny pionek · g5 – Biały goniec · c4 – Biały pionek · d4 – Biały pionek · e4 – Biały pionek · c3 – Biały skoczek · a2 – Biały pionek · b2 – Biały pionek · e2 – Biały goniec · f2 – Biały pionek · g2 – Biały pionek · h2 – Biały pionek · a1 – Biała wieża · d1 – Biały hetman · e1 – Biały król · g1 – Biały skoczek · h1 – Biała wieża | a8 – Czarna wieża · b8 – Czarny skoczek · c8 – Czarny goniec · d8 – Czarny hetman · f8 – Czarna wieża · g8 – Czarny król · a7 – Czarny pionek · b7 – Czarny pionek · c7 – Czarny pionek · e7 – Czarny pionek · f7 – Czarny pionek · g7 – Czarny goniec · h7 – Czarny pionek · d6 – Czarny pionek · f6 – Czarny skoczek · g6 – Czarny pionek · g5 – Biały goniec · c4 – Biały pionek · d4 – Biały pionek · e4 – Biały pionek · c3 – Biały skoczek · a2 – Biały pionek · b2 – Biały pionek · e2 – Biały goniec · f2 – Biały pionek · g2 – Biały pionek · h2 – Biały pionek · a1 – Biała wieża · d1 – Biały hetman · e1 – Biały król · g1 – Biały skoczek · h1 – Biała wieża | a8 – Czarna wieża · b8 – Czarny skoczek · c8 – Czarny goniec · d8 – Czarny hetman · f8 – Czarna wieża · g8 – Czarny król · a7 – Czarny pionek · b7 – Czarny pionek · c7 – Czarny pionek · e7 – Czarny pionek · f7 – Czarny pionek · g7 – Czarny goniec · h7 – Czarny pionek · d6 – Czarny pionek · f6 – Czarny skoczek · g6 – Czarny pionek · g5 – Biały goniec · c4 – Biały pionek · d4 – Biały pionek · e4 – Biały pionek · c3 – Biały skoczek · a2 – Biały pionek · b2 – Biały pionek · e2 – Biały goniec · f2 – Biały pionek · g2 – Biały pionek · h2 – Biały pionek · a1 – Biała wieża · d1 – Biały hetman · e1 – Biały król · g1 – Biały skoczek · h1 – Biała wieża | a8 – Czarna wieża · b8 – Czarny skoczek · c8 – Czarny goniec · d8 – Czarny hetman · f8 – Czarna wieża · g8 – Czarny król · a7 – Czarny pionek · b7 – Czarny pionek · c7 – Czarny pionek · e7 – Czarny pionek · f7 – Czarny pionek · g7 – Czarny goniec · h7 – Czarny pionek · d6 – Czarny pionek · f6 – Czarny skoczek · g6 – Czarny pionek · g5 – Biały goniec · c4 – Biały pionek · d4 – Biały pionek · e4 – Biały pionek · c3 – Biały skoczek · a2 – Biały pionek · b2 – Biały pionek · e2 – Biały goniec · f2 – Biały pionek · g2 – Biały pionek · h2 – Biały pionek · a1 – Biała wieża · d1 – Biały hetman · e1 – Biały król · g1 – Biały skoczek · h1 – Biała wieża | a8 – Czarna wieża · b8 – Czarny skoczek · c8 – Czarny goniec · d8 – Czarny hetman · f8 – Czarna wieża · g8 – Czarny król · a7 – Czarny pionek · b7 – Czarny pionek · c7 – Czarny pionek · e7 – Czarny pionek · f7 – Czarny pionek · g7 – Czarny goniec · h7 – Czarny pionek · d6 – Czarny pionek · f6 – Czarny skoczek · g6 – Czarny pionek · g5 – Biały goniec · c4 – Biały pionek · d4 – Biały pionek · e4 – Biały pionek · c3 – Biały skoczek · a2 – Biały pionek · b2 – Biały pionek · e2 – Biały goniec · f2 – Biały pionek · g2 – Biały pionek · h2 – Biały pionek · a1 – Biała wieża · d1 – Biały hetman · e1 – Biały król · g1 – Biały skoczek · h1 – Biała wieża | a8 – Czarna wieża · b8 – Czarny skoczek · c8 – Czarny goniec · d8 – Czarny hetman · f8 – Czarna wieża · g8 – Czarny król · a7 – Czarny pionek · b7 – Czarny pionek · c7 – Czarny pionek · e7 – Czarny pionek · f7 – Czarny pionek · g7 – Czarny goniec · h7 – Czarny pionek · d6 – Czarny pionek · f6 – Czarny skoczek · g6 – Czarny pionek · g5 – Biały goniec · c4 – Biały pionek · d4 – Biały pionek · e4 – Biały pionek · c3 – Biały skoczek · a2 – Biały pionek · b2 – Biały pionek · e2 – Biały goniec · f2 – Biały pionek · g2 – Biały pionek · h2 – Biały pionek · a1 – Biała wieża · d1 – Biały hetman · e1 – Biały król · g1 – Biały skoczek · h1 – Biała wieża | a8 – Czarna wieża · b8 – Czarny skoczek · c8 – Czarny goniec · d8 – Czarny hetman · f8 – Czarna wieża · g8 – Czarny król · a7 – Czarny pionek · b7 – Czarny pionek · c7 – Czarny pionek · e7 – Czarny pionek · f7 – Czarny pionek · g7 – Czarny goniec · h7 – Czarny pionek · d6 – Czarny pionek · f6 – Czarny skoczek · g6 – Czarny pionek · g5 – Biały goniec · c4 – Biały pionek · d4 – Biały pionek · e4 – Biały pionek · c3 – Biały skoczek · a2 – Biały pionek · b2 – Biały pionek · e2 – Biały goniec · f2 – Biały pionek · g2 – Biały pionek · h2 – Biały pionek · a1 – Biała wieża · d1 – Biały hetman · e1 – Biały król · g1 – Biały skoczek · h1 – Biała wieża | 7 |
| 6 | a8 – Czarna wieża · b8 – Czarny skoczek · c8 – Czarny goniec · d8 – Czarny hetman · f8 – Czarna wieża · g8 – Czarny król · a7 – Czarny pionek · b7 – Czarny pionek · c7 – Czarny pionek · e7 – Czarny pionek · f7 – Czarny pionek · g7 – Czarny goniec · h7 – Czarny pionek · d6 – Czarny pionek · f6 – Czarny skoczek · g6 – Czarny pionek · g5 – Biały goniec · c4 – Biały pionek · d4 – Biały pionek · e4 – Biały pionek · c3 – Biały skoczek · a2 – Biały pionek · b2 – Biały pionek · e2 – Biały goniec · f2 – Biały pionek · g2 – Biały pionek · h2 – Biały pionek · a1 – Biała wieża · d1 – Biały hetman · e1 – Biały król · g1 – Biały skoczek · h1 – Biała wieża | a8 – Czarna wieża · b8 – Czarny skoczek · c8 – Czarny goniec · d8 – Czarny hetman · f8 – Czarna wieża · g8 – Czarny król · a7 – Czarny pionek · b7 – Czarny pionek · c7 – Czarny pionek · e7 – Czarny pionek · f7 – Czarny pionek · g7 – Czarny goniec · h7 – Czarny pionek · d6 – Czarny pionek · f6 – Czarny skoczek · g6 – Czarny pionek · g5 – Biały goniec · c4 – Biały pionek · d4 – Biały pionek · e4 – Biały pionek · c3 – Biały skoczek · a2 – Biały pionek · b2 – Biały pionek · e2 – Biały goniec · f2 – Biały pionek · g2 – Biały pionek · h2 – Biały pionek · a1 – Biała wieża · d1 – Biały hetman · e1 – Biały król · g1 – Biały skoczek · h1 – Biała wieża | a8 – Czarna wieża · b8 – Czarny skoczek · c8 – Czarny goniec · d8 – Czarny hetman · f8 – Czarna wieża · g8 – Czarny król · a7 – Czarny pionek · b7 – Czarny pionek · c7 – Czarny pionek · e7 – Czarny pionek · f7 – Czarny pionek · g7 – Czarny goniec · h7 – Czarny pionek · d6 – Czarny pionek · f6 – Czarny skoczek · g6 – Czarny pionek · g5 – Biały goniec · c4 – Biały pionek · d4 – Biały pionek · e4 – Biały pionek · c3 – Biały skoczek · a2 – Biały pionek · b2 – Biały pionek · e2 – Biały goniec · f2 – Biały pionek · g2 – Biały pionek · h2 – Biały pionek · a1 – Biała wieża · d1 – Biały hetman · e1 – Biały król · g1 – Biały skoczek · h1 – Biała wieża | a8 – Czarna wieża · b8 – Czarny skoczek · c8 – Czarny goniec · d8 – Czarny hetman · f8 – Czarna wieża · g8 – Czarny król · a7 – Czarny pionek · b7 – Czarny pionek · c7 – Czarny pionek · e7 – Czarny pionek · f7 – Czarny pionek · g7 – Czarny goniec · h7 – Czarny pionek · d6 – Czarny pionek · f6 – Czarny skoczek · g6 – Czarny pionek · g5 – Biały goniec · c4 – Biały pionek · d4 – Biały pionek · e4 – Biały pionek · c3 – Biały skoczek · a2 – Biały pionek · b2 – Biały pionek · e2 – Biały goniec · f2 – Biały pionek · g2 – Biały pionek · h2 – Biały pionek · a1 – Biała wieża · d1 – Biały hetman · e1 – Biały król · g1 – Biały skoczek · h1 – Biała wieża | a8 – Czarna wieża · b8 – Czarny skoczek · c8 – Czarny goniec · d8 – Czarny hetman · f8 – Czarna wieża · g8 – Czarny król · a7 – Czarny pionek · b7 – Czarny pionek · c7 – Czarny pionek · e7 – Czarny pionek · f7 – Czarny pionek · g7 – Czarny goniec · h7 – Czarny pionek · d6 – Czarny pionek · f6 – Czarny skoczek · g6 – Czarny pionek · g5 – Biały goniec · c4 – Biały pionek · d4 – Biały pionek · e4 – Biały pionek · c3 – Biały skoczek · a2 – Biały pionek · b2 – Biały pionek · e2 – Biały goniec · f2 – Biały pionek · g2 – Biały pionek · h2 – Biały pionek · a1 – Biała wieża · d1 – Biały hetman · e1 – Biały król · g1 – Biały skoczek · h1 – Biała wieża | a8 – Czarna wieża · b8 – Czarny skoczek · c8 – Czarny goniec · d8 – Czarny hetman · f8 – Czarna wieża · g8 – Czarny król · a7 – Czarny pionek · b7 – Czarny pionek · c7 – Czarny pionek · e7 – Czarny pionek · f7 – Czarny pionek · g7 – Czarny goniec · h7 – Czarny pionek · d6 – Czarny pionek · f6 – Czarny skoczek · g6 – Czarny pionek · g5 – Biały goniec · c4 – Biały pionek · d4 – Biały pionek · e4 – Biały pionek · c3 – Biały skoczek · a2 – Biały pionek · b2 – Biały pionek · e2 – Biały goniec · f2 – Biały pionek · g2 – Biały pionek · h2 – Biały pionek · a1 – Biała wieża · d1 – Biały hetman · e1 – Biały król · g1 – Biały skoczek · h1 – Biała wieża | a8 – Czarna wieża · b8 – Czarny skoczek · c8 – Czarny goniec · d8 – Czarny hetman · f8 – Czarna wieża · g8 – Czarny król · a7 – Czarny pionek · b7 – Czarny pionek · c7 – Czarny pionek · e7 – Czarny pionek · f7 – Czarny pionek · g7 – Czarny goniec · h7 – Czarny pionek · d6 – Czarny pionek · f6 – Czarny skoczek · g6 – Czarny pionek · g5 – Biały goniec · c4 – Biały pionek · d4 – Biały pionek · e4 – Biały pionek · c3 – Biały skoczek · a2 – Biały pionek · b2 – Biały pionek · e2 – Biały goniec · f2 – Biały pionek · g2 – Biały pionek · h2 – Biały pionek · a1 – Biała wieża · d1 – Biały hetman · e1 – Biały król · g1 – Biały skoczek · h1 – Biała wieża | a8 – Czarna wieża · b8 – Czarny skoczek · c8 – Czarny goniec · d8 – Czarny hetman · f8 – Czarna wieża · g8 – Czarny król · a7 – Czarny pionek · b7 – Czarny pionek · c7 – Czarny pionek · e7 – Czarny pionek · f7 – Czarny pionek · g7 – Czarny goniec · h7 – Czarny pionek · d6 – Czarny pionek · f6 – Czarny skoczek · g6 – Czarny pionek · g5 – Biały goniec · c4 – Biały pionek · d4 – Biały pionek · e4 – Biały pionek · c3 – Biały skoczek · a2 – Biały pionek · b2 – Biały pionek · e2 – Biały goniec · f2 – Biały pionek · g2 – Biały pionek · h2 – Biały pionek · a1 – Biała wieża · d1 – Biały hetman · e1 – Biały król · g1 – Biały skoczek · h1 – Biała wieża | 6 |
| 5 | a8 – Czarna wieża · b8 – Czarny skoczek · c8 – Czarny goniec · d8 – Czarny hetman · f8 – Czarna wieża · g8 – Czarny król · a7 – Czarny pionek · b7 – Czarny pionek · c7 – Czarny pionek · e7 – Czarny pionek · f7 – Czarny pionek · g7 – Czarny goniec · h7 – Czarny pionek · d6 – Czarny pionek · f6 – Czarny skoczek · g6 – Czarny pionek · g5 – Biały goniec · c4 – Biały pionek · d4 – Biały pionek · e4 – Biały pionek · c3 – Biały skoczek · a2 – Biały pionek · b2 – Biały pionek · e2 – Biały goniec · f2 – Biały pionek · g2 – Biały pionek · h2 – Biały pionek · a1 – Biała wieża · d1 – Biały hetman · e1 – Biały król · g1 – Biały skoczek · h1 – Biała wieża | a8 – Czarna wieża · b8 – Czarny skoczek · c8 – Czarny goniec · d8 – Czarny hetman · f8 – Czarna wieża · g8 – Czarny król · a7 – Czarny pionek · b7 – Czarny pionek · c7 – Czarny pionek · e7 – Czarny pionek · f7 – Czarny pionek · g7 – Czarny goniec · h7 – Czarny pionek · d6 – Czarny pionek · f6 – Czarny skoczek · g6 – Czarny pionek · g5 – Biały goniec · c4 – Biały pionek · d4 – Biały pionek · e4 – Biały pionek · c3 – Biały skoczek · a2 – Biały pionek · b2 – Biały pionek · e2 – Biały goniec · f2 – Biały pionek · g2 – Biały pionek · h2 – Biały pionek · a1 – Biała wieża · d1 – Biały hetman · e1 – Biały król · g1 – Biały skoczek · h1 – Biała wieża | a8 – Czarna wieża · b8 – Czarny skoczek · c8 – Czarny goniec · d8 – Czarny hetman · f8 – Czarna wieża · g8 – Czarny król · a7 – Czarny pionek · b7 – Czarny pionek · c7 – Czarny pionek · e7 – Czarny pionek · f7 – Czarny pionek · g7 – Czarny goniec · h7 – Czarny pionek · d6 – Czarny pionek · f6 – Czarny skoczek · g6 – Czarny pionek · g5 – Biały goniec · c4 – Biały pionek · d4 – Biały pionek · e4 – Biały pionek · c3 – Biały skoczek · a2 – Biały pionek · b2 – Biały pionek · e2 – Biały goniec · f2 – Biały pionek · g2 – Biały pionek · h2 – Biały pionek · a1 – Biała wieża · d1 – Biały hetman · e1 – Biały król · g1 – Biały skoczek · h1 – Biała wieża | a8 – Czarna wieża · b8 – Czarny skoczek · c8 – Czarny goniec · d8 – Czarny hetman · f8 – Czarna wieża · g8 – Czarny król · a7 – Czarny pionek · b7 – Czarny pionek · c7 – Czarny pionek · e7 – Czarny pionek · f7 – Czarny pionek · g7 – Czarny goniec · h7 – Czarny pionek · d6 – Czarny pionek · f6 – Czarny skoczek · g6 – Czarny pionek · g5 – Biały goniec · c4 – Biały pionek · d4 – Biały pionek · e4 – Biały pionek · c3 – Biały skoczek · a2 – Biały pionek · b2 – Biały pionek · e2 – Biały goniec · f2 – Biały pionek · g2 – Biały pionek · h2 – Biały pionek · a1 – Biała wieża · d1 – Biały hetman · e1 – Biały król · g1 – Biały skoczek · h1 – Biała wieża | a8 – Czarna wieża · b8 – Czarny skoczek · c8 – Czarny goniec · d8 – Czarny hetman · f8 – Czarna wieża · g8 – Czarny król · a7 – Czarny pionek · b7 – Czarny pionek · c7 – Czarny pionek · e7 – Czarny pionek · f7 – Czarny pionek · g7 – Czarny goniec · h7 – Czarny pionek · d6 – Czarny pionek · f6 – Czarny skoczek · g6 – Czarny pionek · g5 – Biały goniec · c4 – Biały pionek · d4 – Biały pionek · e4 – Biały pionek · c3 – Biały skoczek · a2 – Biały pionek · b2 – Biały pionek · e2 – Biały goniec · f2 – Biały pionek · g2 – Biały pionek · h2 – Biały pionek · a1 – Biała wieża · d1 – Biały hetman · e1 – Biały król · g1 – Biały skoczek · h1 – Biała wieża | a8 – Czarna wieża · b8 – Czarny skoczek · c8 – Czarny goniec · d8 – Czarny hetman · f8 – Czarna wieża · g8 – Czarny król · a7 – Czarny pionek · b7 – Czarny pionek · c7 – Czarny pionek · e7 – Czarny pionek · f7 – Czarny pionek · g7 – Czarny goniec · h7 – Czarny pionek · d6 – Czarny pionek · f6 – Czarny skoczek · g6 – Czarny pionek · g5 – Biały goniec · c4 – Biały pionek · d4 – Biały pionek · e4 – Biały pionek · c3 – Biały skoczek · a2 – Biały pionek · b2 – Biały pionek · e2 – Biały goniec · f2 – Biały pionek · g2 – Biały pionek · h2 – Biały pionek · a1 – Biała wieża · d1 – Biały hetman · e1 – Biały król · g1 – Biały skoczek · h1 – Biała wieża | a8 – Czarna wieża · b8 – Czarny skoczek · c8 – Czarny goniec · d8 – Czarny hetman · f8 – Czarna wieża · g8 – Czarny król · a7 – Czarny pionek · b7 – Czarny pionek · c7 – Czarny pionek · e7 – Czarny pionek · f7 – Czarny pionek · g7 – Czarny goniec · h7 – Czarny pionek · d6 – Czarny pionek · f6 – Czarny skoczek · g6 – Czarny pionek · g5 – Biały goniec · c4 – Biały pionek · d4 – Biały pionek · e4 – Biały pionek · c3 – Biały skoczek · a2 – Biały pionek · b2 – Biały pionek · e2 – Biały goniec · f2 – Biały pionek · g2 – Biały pionek · h2 – Biały pionek · a1 – Biała wieża · d1 – Biały hetman · e1 – Biały król · g1 – Biały skoczek · h1 – Biała wieża | a8 – Czarna wieża · b8 – Czarny skoczek · c8 – Czarny goniec · d8 – Czarny hetman · f8 – Czarna wieża · g8 – Czarny król · a7 – Czarny pionek · b7 – Czarny pionek · c7 – Czarny pionek · e7 – Czarny pionek · f7 – Czarny pionek · g7 – Czarny goniec · h7 – Czarny pionek · d6 – Czarny pionek · f6 – Czarny skoczek · g6 – Czarny pionek · g5 – Biały goniec · c4 – Biały pionek · d4 – Biały pionek · e4 – Biały pionek · c3 – Biały skoczek · a2 – Biały pionek · b2 – Biały pionek · e2 – Biały goniec · f2 – Biały pionek · g2 – Biały pionek · h2 – Biały pionek · a1 – Biała wieża · d1 – Biały hetman · e1 – Biały król · g1 – Biały skoczek · h1 – Biała wieża | 5 |
| 4 | a8 – Czarna wieża · b8 – Czarny skoczek · c8 – Czarny goniec · d8 – Czarny hetman · f8 – Czarna wieża · g8 – Czarny król · a7 – Czarny pionek · b7 – Czarny pionek · c7 – Czarny pionek · e7 – Czarny pionek · f7 – Czarny pionek · g7 – Czarny goniec · h7 – Czarny pionek · d6 – Czarny pionek · f6 – Czarny skoczek · g6 – Czarny pionek · g5 – Biały goniec · c4 – Biały pionek · d4 – Biały pionek · e4 – Biały pionek · c3 – Biały skoczek · a2 – Biały pionek · b2 – Biały pionek · e2 – Biały goniec · f2 – Biały pionek · g2 – Biały pionek · h2 – Biały pionek · a1 – Biała wieża · d1 – Biały hetman · e1 – Biały król · g1 – Biały skoczek · h1 – Biała wieża | a8 – Czarna wieża · b8 – Czarny skoczek · c8 – Czarny goniec · d8 – Czarny hetman · f8 – Czarna wieża · g8 – Czarny król · a7 – Czarny pionek · b7 – Czarny pionek · c7 – Czarny pionek · e7 – Czarny pionek · f7 – Czarny pionek · g7 – Czarny goniec · h7 – Czarny pionek · d6 – Czarny pionek · f6 – Czarny skoczek · g6 – Czarny pionek · g5 – Biały goniec · c4 – Biały pionek · d4 – Biały pionek · e4 – Biały pionek · c3 – Biały skoczek · a2 – Biały pionek · b2 – Biały pionek · e2 – Biały goniec · f2 – Biały pionek · g2 – Biały pionek · h2 – Biały pionek · a1 – Biała wieża · d1 – Biały hetman · e1 – Biały król · g1 – Biały skoczek · h1 – Biała wieża | a8 – Czarna wieża · b8 – Czarny skoczek · c8 – Czarny goniec · d8 – Czarny hetman · f8 – Czarna wieża · g8 – Czarny król · a7 – Czarny pionek · b7 – Czarny pionek · c7 – Czarny pionek · e7 – Czarny pionek · f7 – Czarny pionek · g7 – Czarny goniec · h7 – Czarny pionek · d6 – Czarny pionek · f6 – Czarny skoczek · g6 – Czarny pionek · g5 – Biały goniec · c4 – Biały pionek · d4 – Biały pionek · e4 – Biały pionek · c3 – Biały skoczek · a2 – Biały pionek · b2 – Biały pionek · e2 – Biały goniec · f2 – Biały pionek · g2 – Biały pionek · h2 – Biały pionek · a1 – Biała wieża · d1 – Biały hetman · e1 – Biały król · g1 – Biały skoczek · h1 – Biała wieża | a8 – Czarna wieża · b8 – Czarny skoczek · c8 – Czarny goniec · d8 – Czarny hetman · f8 – Czarna wieża · g8 – Czarny król · a7 – Czarny pionek · b7 – Czarny pionek · c7 – Czarny pionek · e7 – Czarny pionek · f7 – Czarny pionek · g7 – Czarny goniec · h7 – Czarny pionek · d6 – Czarny pionek · f6 – Czarny skoczek · g6 – Czarny pionek · g5 – Biały goniec · c4 – Biały pionek · d4 – Biały pionek · e4 – Biały pionek · c3 – Biały skoczek · a2 – Biały pionek · b2 – Biały pionek · e2 – Biały goniec · f2 – Biały pionek · g2 – Biały pionek · h2 – Biały pionek · a1 – Biała wieża · d1 – Biały hetman · e1 – Biały król · g1 – Biały skoczek · h1 – Biała wieża | a8 – Czarna wieża · b8 – Czarny skoczek · c8 – Czarny goniec · d8 – Czarny hetman · f8 – Czarna wieża · g8 – Czarny król · a7 – Czarny pionek · b7 – Czarny pionek · c7 – Czarny pionek · e7 – Czarny pionek · f7 – Czarny pionek · g7 – Czarny goniec · h7 – Czarny pionek · d6 – Czarny pionek · f6 – Czarny skoczek · g6 – Czarny pionek · g5 – Biały goniec · c4 – Biały pionek · d4 – Biały pionek · e4 – Biały pionek · c3 – Biały skoczek · a2 – Biały pionek · b2 – Biały pionek · e2 – Biały goniec · f2 – Biały pionek · g2 – Biały pionek · h2 – Biały pionek · a1 – Biała wieża · d1 – Biały hetman · e1 – Biały król · g1 – Biały skoczek · h1 – Biała wieża | a8 – Czarna wieża · b8 – Czarny skoczek · c8 – Czarny goniec · d8 – Czarny hetman · f8 – Czarna wieża · g8 – Czarny król · a7 – Czarny pionek · b7 – Czarny pionek · c7 – Czarny pionek · e7 – Czarny pionek · f7 – Czarny pionek · g7 – Czarny goniec · h7 – Czarny pionek · d6 – Czarny pionek · f6 – Czarny skoczek · g6 – Czarny pionek · g5 – Biały goniec · c4 – Biały pionek · d4 – Biały pionek · e4 – Biały pionek · c3 – Biały skoczek · a2 – Biały pionek · b2 – Biały pionek · e2 – Biały goniec · f2 – Biały pionek · g2 – Biały pionek · h2 – Biały pionek · a1 – Biała wieża · d1 – Biały hetman · e1 – Biały król · g1 – Biały skoczek · h1 – Biała wieża | a8 – Czarna wieża · b8 – Czarny skoczek · c8 – Czarny goniec · d8 – Czarny hetman · f8 – Czarna wieża · g8 – Czarny król · a7 – Czarny pionek · b7 – Czarny pionek · c7 – Czarny pionek · e7 – Czarny pionek · f7 – Czarny pionek · g7 – Czarny goniec · h7 – Czarny pionek · d6 – Czarny pionek · f6 – Czarny skoczek · g6 – Czarny pionek · g5 – Biały goniec · c4 – Biały pionek · d4 – Biały pionek · e4 – Biały pionek · c3 – Biały skoczek · a2 – Biały pionek · b2 – Biały pionek · e2 – Biały goniec · f2 – Biały pionek · g2 – Biały pionek · h2 – Biały pionek · a1 – Biała wieża · d1 – Biały hetman · e1 – Biały król · g1 – Biały skoczek · h1 – Biała wieża | a8 – Czarna wieża · b8 – Czarny skoczek · c8 – Czarny goniec · d8 – Czarny hetman · f8 – Czarna wieża · g8 – Czarny król · a7 – Czarny pionek · b7 – Czarny pionek · c7 – Czarny pionek · e7 – Czarny pionek · f7 – Czarny pionek · g7 – Czarny goniec · h7 – Czarny pionek · d6 – Czarny pionek · f6 – Czarny skoczek · g6 – Czarny pionek · g5 – Biały goniec · c4 – Biały pionek · d4 – Biały pionek · e4 – Biały pionek · c3 – Biały skoczek · a2 – Biały pionek · b2 – Biały pionek · e2 – Biały goniec · f2 – Biały pionek · g2 – Biały pionek · h2 – Biały pionek · a1 – Biała wieża · d1 – Biały hetman · e1 – Biały król · g1 – Biały skoczek · h1 – Biała wieża | 4 |
| 3 | a8 – Czarna wieża · b8 – Czarny skoczek · c8 – Czarny goniec · d8 – Czarny hetman · f8 – Czarna wieża · g8 – Czarny król · a7 – Czarny pionek · b7 – Czarny pionek · c7 – Czarny pionek · e7 – Czarny pionek · f7 – Czarny pionek · g7 – Czarny goniec · h7 – Czarny pionek · d6 – Czarny pionek · f6 – Czarny skoczek · g6 – Czarny pionek · g5 – Biały goniec · c4 – Biały pionek · d4 – Biały pionek · e4 – Biały pionek · c3 – Biały skoczek · a2 – Biały pionek · b2 – Biały pionek · e2 – Biały goniec · f2 – Biały pionek · g2 – Biały pionek · h2 – Biały pionek · a1 – Biała wieża · d1 – Biały hetman · e1 – Biały król · g1 – Biały skoczek · h1 – Biała wieża | a8 – Czarna wieża · b8 – Czarny skoczek · c8 – Czarny goniec · d8 – Czarny hetman · f8 – Czarna wieża · g8 – Czarny król · a7 – Czarny pionek · b7 – Czarny pionek · c7 – Czarny pionek · e7 – Czarny pionek · f7 – Czarny pionek · g7 – Czarny goniec · h7 – Czarny pionek · d6 – Czarny pionek · f6 – Czarny skoczek · g6 – Czarny pionek · g5 – Biały goniec · c4 – Biały pionek · d4 – Biały pionek · e4 – Biały pionek · c3 – Biały skoczek · a2 – Biały pionek · b2 – Biały pionek · e2 – Biały goniec · f2 – Biały pionek · g2 – Biały pionek · h2 – Biały pionek · a1 – Biała wieża · d1 – Biały hetman · e1 – Biały król · g1 – Biały skoczek · h1 – Biała wieża | a8 – Czarna wieża · b8 – Czarny skoczek · c8 – Czarny goniec · d8 – Czarny hetman · f8 – Czarna wieża · g8 – Czarny król · a7 – Czarny pionek · b7 – Czarny pionek · c7 – Czarny pionek · e7 – Czarny pionek · f7 – Czarny pionek · g7 – Czarny goniec · h7 – Czarny pionek · d6 – Czarny pionek · f6 – Czarny skoczek · g6 – Czarny pionek · g5 – Biały goniec · c4 – Biały pionek · d4 – Biały pionek · e4 – Biały pionek · c3 – Biały skoczek · a2 – Biały pionek · b2 – Biały pionek · e2 – Biały goniec · f2 – Biały pionek · g2 – Biały pionek · h2 – Biały pionek · a1 – Biała wieża · d1 – Biały hetman · e1 – Biały król · g1 – Biały skoczek · h1 – Biała wieża | a8 – Czarna wieża · b8 – Czarny skoczek · c8 – Czarny goniec · d8 – Czarny hetman · f8 – Czarna wieża · g8 – Czarny król · a7 – Czarny pionek · b7 – Czarny pionek · c7 – Czarny pionek · e7 – Czarny pionek · f7 – Czarny pionek · g7 – Czarny goniec · h7 – Czarny pionek · d6 – Czarny pionek · f6 – Czarny skoczek · g6 – Czarny pionek · g5 – Biały goniec · c4 – Biały pionek · d4 – Biały pionek · e4 – Biały pionek · c3 – Biały skoczek · a2 – Biały pionek · b2 – Biały pionek · e2 – Biały goniec · f2 – Biały pionek · g2 – Biały pionek · h2 – Biały pionek · a1 – Biała wieża · d1 – Biały hetman · e1 – Biały król · g1 – Biały skoczek · h1 – Biała wieża | a8 – Czarna wieża · b8 – Czarny skoczek · c8 – Czarny goniec · d8 – Czarny hetman · f8 – Czarna wieża · g8 – Czarny król · a7 – Czarny pionek · b7 – Czarny pionek · c7 – Czarny pionek · e7 – Czarny pionek · f7 – Czarny pionek · g7 – Czarny goniec · h7 – Czarny pionek · d6 – Czarny pionek · f6 – Czarny skoczek · g6 – Czarny pionek · g5 – Biały goniec · c4 – Biały pionek · d4 – Biały pionek · e4 – Biały pionek · c3 – Biały skoczek · a2 – Biały pionek · b2 – Biały pionek · e2 – Biały goniec · f2 – Biały pionek · g2 – Biały pionek · h2 – Biały pionek · a1 – Biała wieża · d1 – Biały hetman · e1 – Biały król · g1 – Biały skoczek · h1 – Biała wieża | a8 – Czarna wieża · b8 – Czarny skoczek · c8 – Czarny goniec · d8 – Czarny hetman · f8 – Czarna wieża · g8 – Czarny król · a7 – Czarny pionek · b7 – Czarny pionek · c7 – Czarny pionek · e7 – Czarny pionek · f7 – Czarny pionek · g7 – Czarny goniec · h7 – Czarny pionek · d6 – Czarny pionek · f6 – Czarny skoczek · g6 – Czarny pionek · g5 – Biały goniec · c4 – Biały pionek · d4 – Biały pionek · e4 – Biały pionek · c3 – Biały skoczek · a2 – Biały pionek · b2 – Biały pionek · e2 – Biały goniec · f2 – Biały pionek · g2 – Biały pionek · h2 – Biały pionek · a1 – Biała wieża · d1 – Biały hetman · e1 – Biały król · g1 – Biały skoczek · h1 – Biała wieża | a8 – Czarna wieża · b8 – Czarny skoczek · c8 – Czarny goniec · d8 – Czarny hetman · f8 – Czarna wieża · g8 – Czarny król · a7 – Czarny pionek · b7 – Czarny pionek · c7 – Czarny pionek · e7 – Czarny pionek · f7 – Czarny pionek · g7 – Czarny goniec · h7 – Czarny pionek · d6 – Czarny pionek · f6 – Czarny skoczek · g6 – Czarny pionek · g5 – Biały goniec · c4 – Biały pionek · d4 – Biały pionek · e4 – Biały pionek · c3 – Biały skoczek · a2 – Biały pionek · b2 – Biały pionek · e2 – Biały goniec · f2 – Biały pionek · g2 – Biały pionek · h2 – Biały pionek · a1 – Biała wieża · d1 – Biały hetman · e1 – Biały król · g1 – Biały skoczek · h1 – Biała wieża | a8 – Czarna wieża · b8 – Czarny skoczek · c8 – Czarny goniec · d8 – Czarny hetman · f8 – Czarna wieża · g8 – Czarny król · a7 – Czarny pionek · b7 – Czarny pionek · c7 – Czarny pionek · e7 – Czarny pionek · f7 – Czarny pionek · g7 – Czarny goniec · h7 – Czarny pionek · d6 – Czarny pionek · f6 – Czarny skoczek · g6 – Czarny pionek · g5 – Biały goniec · c4 – Biały pionek · d4 – Biały pionek · e4 – Biały pionek · c3 – Biały skoczek · a2 – Biały pionek · b2 – Biały pionek · e2 – Biały goniec · f2 – Biały pionek · g2 – Biały pionek · h2 – Biały pionek · a1 – Biała wieża · d1 – Biały hetman · e1 – Biały król · g1 – Biały skoczek · h1 – Biała wieża | 3 |
| 2 | a8 – Czarna wieża · b8 – Czarny skoczek · c8 – Czarny goniec · d8 – Czarny hetman · f8 – Czarna wieża · g8 – Czarny król · a7 – Czarny pionek · b7 – Czarny pionek · c7 – Czarny pionek · e7 – Czarny pionek · f7 – Czarny pionek · g7 – Czarny goniec · h7 – Czarny pionek · d6 – Czarny pionek · f6 – Czarny skoczek · g6 – Czarny pionek · g5 – Biały goniec · c4 – Biały pionek · d4 – Biały pionek · e4 – Biały pionek · c3 – Biały skoczek · a2 – Biały pionek · b2 – Biały pionek · e2 – Biały goniec · f2 – Biały pionek · g2 – Biały pionek · h2 – Biały pionek · a1 – Biała wieża · d1 – Biały hetman · e1 – Biały król · g1 – Biały skoczek · h1 – Biała wieża | a8 – Czarna wieża · b8 – Czarny skoczek · c8 – Czarny goniec · d8 – Czarny hetman · f8 – Czarna wieża · g8 – Czarny król · a7 – Czarny pionek · b7 – Czarny pionek · c7 – Czarny pionek · e7 – Czarny pionek · f7 – Czarny pionek · g7 – Czarny goniec · h7 – Czarny pionek · d6 – Czarny pionek · f6 – Czarny skoczek · g6 – Czarny pionek · g5 – Biały goniec · c4 – Biały pionek · d4 – Biały pionek · e4 – Biały pionek · c3 – Biały skoczek · a2 – Biały pionek · b2 – Biały pionek · e2 – Biały goniec · f2 – Biały pionek · g2 – Biały pionek · h2 – Biały pionek · a1 – Biała wieża · d1 – Biały hetman · e1 – Biały król · g1 – Biały skoczek · h1 – Biała wieża | a8 – Czarna wieża · b8 – Czarny skoczek · c8 – Czarny goniec · d8 – Czarny hetman · f8 – Czarna wieża · g8 – Czarny król · a7 – Czarny pionek · b7 – Czarny pionek · c7 – Czarny pionek · e7 – Czarny pionek · f7 – Czarny pionek · g7 – Czarny goniec · h7 – Czarny pionek · d6 – Czarny pionek · f6 – Czarny skoczek · g6 – Czarny pionek · g5 – Biały goniec · c4 – Biały pionek · d4 – Biały pionek · e4 – Biały pionek · c3 – Biały skoczek · a2 – Biały pionek · b2 – Biały pionek · e2 – Biały goniec · f2 – Biały pionek · g2 – Biały pionek · h2 – Biały pionek · a1 – Biała wieża · d1 – Biały hetman · e1 – Biały król · g1 – Biały skoczek · h1 – Biała wieża | a8 – Czarna wieża · b8 – Czarny skoczek · c8 – Czarny goniec · d8 – Czarny hetman · f8 – Czarna wieża · g8 – Czarny król · a7 – Czarny pionek · b7 – Czarny pionek · c7 – Czarny pionek · e7 – Czarny pionek · f7 – Czarny pionek · g7 – Czarny goniec · h7 – Czarny pionek · d6 – Czarny pionek · f6 – Czarny skoczek · g6 – Czarny pionek · g5 – Biały goniec · c4 – Biały pionek · d4 – Biały pionek · e4 – Biały pionek · c3 – Biały skoczek · a2 – Biały pionek · b2 – Biały pionek · e2 – Biały goniec · f2 – Biały pionek · g2 – Biały pionek · h2 – Biały pionek · a1 – Biała wieża · d1 – Biały hetman · e1 – Biały król · g1 – Biały skoczek · h1 – Biała wieża | a8 – Czarna wieża · b8 – Czarny skoczek · c8 – Czarny goniec · d8 – Czarny hetman · f8 – Czarna wieża · g8 – Czarny król · a7 – Czarny pionek · b7 – Czarny pionek · c7 – Czarny pionek · e7 – Czarny pionek · f7 – Czarny pionek · g7 – Czarny goniec · h7 – Czarny pionek · d6 – Czarny pionek · f6 – Czarny skoczek · g6 – Czarny pionek · g5 – Biały goniec · c4 – Biały pionek · d4 – Biały pionek · e4 – Biały pionek · c3 – Biały skoczek · a2 – Biały pionek · b2 – Biały pionek · e2 – Biały goniec · f2 – Biały pionek · g2 – Biały pionek · h2 – Biały pionek · a1 – Biała wieża · d1 – Biały hetman · e1 – Biały król · g1 – Biały skoczek · h1 – Biała wieża | a8 – Czarna wieża · b8 – Czarny skoczek · c8 – Czarny goniec · d8 – Czarny hetman · f8 – Czarna wieża · g8 – Czarny król · a7 – Czarny pionek · b7 – Czarny pionek · c7 – Czarny pionek · e7 – Czarny pionek · f7 – Czarny pionek · g7 – Czarny goniec · h7 – Czarny pionek · d6 – Czarny pionek · f6 – Czarny skoczek · g6 – Czarny pionek · g5 – Biały goniec · c4 – Biały pionek · d4 – Biały pionek · e4 – Biały pionek · c3 – Biały skoczek · a2 – Biały pionek · b2 – Biały pionek · e2 – Biały goniec · f2 – Biały pionek · g2 – Biały pionek · h2 – Biały pionek · a1 – Biała wieża · d1 – Biały hetman · e1 – Biały król · g1 – Biały skoczek · h1 – Biała wieża | a8 – Czarna wieża · b8 – Czarny skoczek · c8 – Czarny goniec · d8 – Czarny hetman · f8 – Czarna wieża · g8 – Czarny król · a7 – Czarny pionek · b7 – Czarny pionek · c7 – Czarny pionek · e7 – Czarny pionek · f7 – Czarny pionek · g7 – Czarny goniec · h7 – Czarny pionek · d6 – Czarny pionek · f6 – Czarny skoczek · g6 – Czarny pionek · g5 – Biały goniec · c4 – Biały pionek · d4 – Biały pionek · e4 – Biały pionek · c3 – Biały skoczek · a2 – Biały pionek · b2 – Biały pionek · e2 – Biały goniec · f2 – Biały pionek · g2 – Biały pionek · h2 – Biały pionek · a1 – Biała wieża · d1 – Biały hetman · e1 – Biały król · g1 – Biały skoczek · h1 – Biała wieża | a8 – Czarna wieża · b8 – Czarny skoczek · c8 – Czarny goniec · d8 – Czarny hetman · f8 – Czarna wieża · g8 – Czarny król · a7 – Czarny pionek · b7 – Czarny pionek · c7 – Czarny pionek · e7 – Czarny pionek · f7 – Czarny pionek · g7 – Czarny goniec · h7 – Czarny pionek · d6 – Czarny pionek · f6 – Czarny skoczek · g6 – Czarny pionek · g5 – Biały goniec · c4 – Biały pionek · d4 – Biały pionek · e4 – Biały pionek · c3 – Biały skoczek · a2 – Biały pionek · b2 – Biały pionek · e2 – Biały goniec · f2 – Biały pionek · g2 – Biały pionek · h2 – Biały pionek · a1 – Biała wieża · d1 – Biały hetman · e1 – Biały król · g1 – Biały skoczek · h1 – Biała wieża | 2 |
| 1 | a8 – Czarna wieża · b8 – Czarny skoczek · c8 – Czarny goniec · d8 – Czarny hetman · f8 – Czarna wieża · g8 – Czarny król · a7 – Czarny pionek · b7 – Czarny pionek · c7 – Czarny pionek · e7 – Czarny pionek · f7 – Czarny pionek · g7 – Czarny goniec · h7 – Czarny pionek · d6 – Czarny pionek · f6 – Czarny skoczek · g6 – Czarny pionek · g5 – Biały goniec · c4 – Biały pionek · d4 – Biały pionek · e4 – Biały pionek · c3 – Biały skoczek · a2 – Biały pionek · b2 – Biały pionek · e2 – Biały goniec · f2 – Biały pionek · g2 – Biały pionek · h2 – Biały pionek · a1 – Biała wieża · d1 – Biały hetman · e1 – Biały król · g1 – Biały skoczek · h1 – Biała wieża | a8 – Czarna wieża · b8 – Czarny skoczek · c8 – Czarny goniec · d8 – Czarny hetman · f8 – Czarna wieża · g8 – Czarny król · a7 – Czarny pionek · b7 – Czarny pionek · c7 – Czarny pionek · e7 – Czarny pionek · f7 – Czarny pionek · g7 – Czarny goniec · h7 – Czarny pionek · d6 – Czarny pionek · f6 – Czarny skoczek · g6 – Czarny pionek · g5 – Biały goniec · c4 – Biały pionek · d4 – Biały pionek · e4 – Biały pionek · c3 – Biały skoczek · a2 – Biały pionek · b2 – Biały pionek · e2 – Biały goniec · f2 – Biały pionek · g2 – Biały pionek · h2 – Biały pionek · a1 – Biała wieża · d1 – Biały hetman · e1 – Biały król · g1 – Biały skoczek · h1 – Biała wieża | a8 – Czarna wieża · b8 – Czarny skoczek · c8 – Czarny goniec · d8 – Czarny hetman · f8 – Czarna wieża · g8 – Czarny król · a7 – Czarny pionek · b7 – Czarny pionek · c7 – Czarny pionek · e7 – Czarny pionek · f7 – Czarny pionek · g7 – Czarny goniec · h7 – Czarny pionek · d6 – Czarny pionek · f6 – Czarny skoczek · g6 – Czarny pionek · g5 – Biały goniec · c4 – Biały pionek · d4 – Biały pionek · e4 – Biały pionek · c3 – Biały skoczek · a2 – Biały pionek · b2 – Biały pionek · e2 – Biały goniec · f2 – Biały pionek · g2 – Biały pionek · h2 – Biały pionek · a1 – Biała wieża · d1 – Biały hetman · e1 – Biały król · g1 – Biały skoczek · h1 – Biała wieża | a8 – Czarna wieża · b8 – Czarny skoczek · c8 – Czarny goniec · d8 – Czarny hetman · f8 – Czarna wieża · g8 – Czarny król · a7 – Czarny pionek · b7 – Czarny pionek · c7 – Czarny pionek · e7 – Czarny pionek · f7 – Czarny pionek · g7 – Czarny goniec · h7 – Czarny pionek · d6 – Czarny pionek · f6 – Czarny skoczek · g6 – Czarny pionek · g5 – Biały goniec · c4 – Biały pionek · d4 – Biały pionek · e4 – Biały pionek · c3 – Biały skoczek · a2 – Biały pionek · b2 – Biały pionek · e2 – Biały goniec · f2 – Biały pionek · g2 – Biały pionek · h2 – Biały pionek · a1 – Biała wieża · d1 – Biały hetman · e1 – Biały król · g1 – Biały skoczek · h1 – Biała wieża | a8 – Czarna wieża · b8 – Czarny skoczek · c8 – Czarny goniec · d8 – Czarny hetman · f8 – Czarna wieża · g8 – Czarny król · a7 – Czarny pionek · b7 – Czarny pionek · c7 – Czarny pionek · e7 – Czarny pionek · f7 – Czarny pionek · g7 – Czarny goniec · h7 – Czarny pionek · d6 – Czarny pionek · f6 – Czarny skoczek · g6 – Czarny pionek · g5 – Biały goniec · c4 – Biały pionek · d4 – Biały pionek · e4 – Biały pionek · c3 – Biały skoczek · a2 – Biały pionek · b2 – Biały pionek · e2 – Biały goniec · f2 – Biały pionek · g2 – Biały pionek · h2 – Biały pionek · a1 – Biała wieża · d1 – Biały hetman · e1 – Biały król · g1 – Biały skoczek · h1 – Biała wieża | a8 – Czarna wieża · b8 – Czarny skoczek · c8 – Czarny goniec · d8 – Czarny hetman · f8 – Czarna wieża · g8 – Czarny król · a7 – Czarny pionek · b7 – Czarny pionek · c7 – Czarny pionek · e7 – Czarny pionek · f7 – Czarny pionek · g7 – Czarny goniec · h7 – Czarny pionek · d6 – Czarny pionek · f6 – Czarny skoczek · g6 – Czarny pionek · g5 – Biały goniec · c4 – Biały pionek · d4 – Biały pionek · e4 – Biały pionek · c3 – Biały skoczek · a2 – Biały pionek · b2 – Biały pionek · e2 – Biały goniec · f2 – Biały pionek · g2 – Biały pionek · h2 – Biały pionek · a1 – Biała wieża · d1 – Biały hetman · e1 – Biały król · g1 – Biały skoczek · h1 – Biała wieża | a8 – Czarna wieża · b8 – Czarny skoczek · c8 – Czarny goniec · d8 – Czarny hetman · f8 – Czarna wieża · g8 – Czarny król · a7 – Czarny pionek · b7 – Czarny pionek · c7 – Czarny pionek · e7 – Czarny pionek · f7 – Czarny pionek · g7 – Czarny goniec · h7 – Czarny pionek · d6 – Czarny pionek · f6 – Czarny skoczek · g6 – Czarny pionek · g5 – Biały goniec · c4 – Biały pionek · d4 – Biały pionek · e4 – Biały pionek · c3 – Biały skoczek · a2 – Biały pionek · b2 – Biały pionek · e2 – Biały goniec · f2 – Biały pionek · g2 – Biały pionek · h2 – Biały pionek · a1 – Biała wieża · d1 – Biały hetman · e1 – Biały król · g1 – Biały skoczek · h1 – Biała wieża | a8 – Czarna wieża · b8 – Czarny skoczek · c8 – Czarny goniec · d8 – Czarny hetman · f8 – Czarna wieża · g8 – Czarny król · a7 – Czarny pionek · b7 – Czarny pionek · c7 – Czarny pionek · e7 – Czarny pionek · f7 – Czarny pionek · g7 – Czarny goniec · h7 – Czarny pionek · d6 – Czarny pionek · f6 – Czarny skoczek · g6 – Czarny pionek · g5 – Biały goniec · c4 – Biały pionek · d4 – Biały pionek · e4 – Biały pionek · c3 – Biały skoczek · a2 – Biały pionek · b2 – Biały pionek · e2 – Biały goniec · f2 – Biały pionek · g2 – Biały pionek · h2 – Biały pionek · a1 – Biała wieża · d1 – Biały hetman · e1 – Biały król · g1 – Biały skoczek · h1 – Biała wieża | 1 |
|   | a | b | c | d | e | f | g | h |   |

Jurij Lwowicz Awerbach, ros. Юрий Львович Авербах (ur. 8 lutego 1922 w Kałudze, zm. 7 maja 2022 w Moskwie) – rosyjski szachista, sędzia klasy międzynarodowej (International Arbiter od 1969), dziennikarz i publicysta, arcymistrz od 1952, pretendent do tytułu mistrza świata w szachach.

## Kariera szachowa
W latach 50. XX wieku był czołowym zawodnikiem świata. Największym sukcesem Awerbacha było zajęcie V miejsca na turnieju międzystrefowym w Sztokholmie w roku 1952 i awans do turnieju pretendentów w Zurychu w roku 1953. W turnieju tym (z wynikiem 13½ pkt z 28 partii) zajął X miejsce, co odpowiadało wówczas jedenastej pozycji na świecie. W turnieju międzystrefowym wystąpił ponownie w roku 1958, ale w Portoroż nie zdołał powtórzyć sukcesu ze Sztokholmu i nie awansował do kolejnego etapu zmagań o szachową koronę (w turnieju tym zajął VIII lokatę).
W roku 1954 zanotował kolejny bardzo udany występ, zwyciężył w rozegranych w Kijowie XXI mistrzostwach ZSRR. Na podium mistrzostw kraju stanął jeszcze raz, w roku 1956, zajmując po dogrywce II miejsce (za Markiem Tajmanowem, a przed Borysem Spasskim). Do innych jego sukcesów indywidualnych należą:
- I m. w mistrzostwach Moskwy (1949; 1950, I-II),
- I-II m. w Dreźnie (1956, wspólnie z Ratmirem Chołmowem),
- I m. w Dżakarcie (1956 i 1960),
- II-III m. w Hastings (1959/60, za Svetozarem Gligoriciem),
- I m. w Adelaide (1960),
- I m. w Wiedniu (1961),
- I-II m. w Moskwie (1962),
- III m. w Mar del Placie (1965, za Miguelem Najdorfem i Leonidem Steinem),
- I m. w Rio de Janeiro (1965),
- I-II m. w Bukareszcie (1971, wspólnie z Arturem Henningsem),
- I-II m. w Polanicy-Zdroju (1975, memoriał Akiby Rubinsteina, wspólnie z Janem Plachetką),
- I-III m. w Dżakarcie (1979).

Dwukrotnie reprezentował barwy Związku Radzieckiego na drużynowych mistrzostwach Europy w latach 1957 i 1965, w obu startach zdobywając złote medale.
Najwyższy ranking w karierze osiągnął 1 lipca 1971 r., z wynikiem 2550 punktów dzielił wówczas 32-37. miejsce na światowej liście FIDE. Retrospektywny system rankingowy Chessmetrics najwyższą punktację i najwyższe miejsce przypisuje mu w lutym 1957 r. (8 m. na świecie z wynikiem 2715 punktów).
W 1959 r. Międzynarodowa Federacja Szachowa przyznała mu tytuł sędziego klasy międzynarodowej. Poza grą i sędziowaniem, Awerbach wiele czasu poświęcał pracy publicystycznej i dziennikarskiej. Pod jego redakcją ukazała się w latach 1956–1962 trzyczęściowa praca zbiorowa o końcowej grze szachowej (w latach 1983–1987 Awerbach wziął udział w reedycji tej encyklopedii końcówek, wydanej w pięciu tomach). W latach 1958–1991 był dziennikarzem lub redaktorem naczelnym następujących czasopism szachowych: Szachmatnyj biuleteń, Szachmaty w SSSR, Szachmatnaja Moskwa oraz Szachmatnaja szkoła. W latach 1971–1977 zajmował stanowisko przewodniczącego federacji szachowej Związku Radzieckiego.
Jest autorem popularnego systemu w obronie królewsko-indyjskiej:
1.d4 Sf6 2.c4 g6 3.Sc3 Gg7 4.e4 d6 5.Ge2 0-0 6.Gg5
System charakteryzuje się tym, iż białe rozwijają swoje gońce na e2 i g5, a po zablokowaniu centrum rozpoczynają atak pionkami h i g.
W 1981 został odznaczony Orderem Przyjaźni Narodów.
Pochowany na Cmentarzu Trojekurowskim w Moskwie.

## Wybrane publikacje
- Chess Endings: Essential Knowledge, 1966 & 1993, ISBN 1-85744-022-6.
- Comprehensive Chess Endings 1: Bishop Endings, Knight Endings, 1983, ISBN 0-08-026900-1.
- Chess Tactics for Advanced Players, 1985, ISBN 0-87568-218-9.
- Comprehensive Chess Endings 2: Bishop vs Knight Endings, Rook vs Minor Piece Endings, 1985, ISBN 0-08-026901-X.
- Comprehensive Chess Endings 3: Queen Endings, 1986, ISBN 0-08-026904-4.
- Comprehensive Chess Endings 4: Pawn Endings, 1987, ISBN 0-08-032043-0.
- Comprehensive Chess Endings 5: Rook Endings, 1987, ISBN 0-08-032048-1.